# Асатиани, Акакий Торникович
Ака́кий То́рникович Асатиа́ни (груз. აკაკი თორნიკეს ძე ასათიანი; род. 22 октября 1953) — Председатель Союза грузинских традиционалистов (СГТ), председатель Верховного Совета Грузии в 1991—1992, участник «революции роз».

## Биография
Родился 22 октября 1953 году в Тбилиси в семье служащего, грузин.
Окончил факультет востоковедения Тбилисского государственного университета.
Работал преподавателем, редактором, переводчиком в Грузинформе (Информационном агентстве «Сакартвело»).
В апреле 1989 года  участвовал в создании монархической партии Грузии, а после её раскола создал и возглавил Союз грузинских традиционалистов, вошедший затем в блок Круглый стол—Свободная Грузия. После избрания многопартийного Верховного Совета Грузии — заместитель Председателя, а с 18 апреля 1991 года — Председатель Верховного Совета Республики Грузия. Формально занимал этот пост вплоть до разгона Верховного Совета во время военного переворота в Грузии, однако фактически устранился от руководства в октябре 1991 года под предлогом состояния здоровья, после чего функции и.о. Председателя фактически исполнял его заместитель Немо Бурчуладзе.
После военного переворота Верховный Совет впервые собрался в Грозном, Чечня (в марте и октябре 1992 года), где новым председателем был избран Мераб Кикнадзе.